# کاراسکو (مونته‌ویدئو)

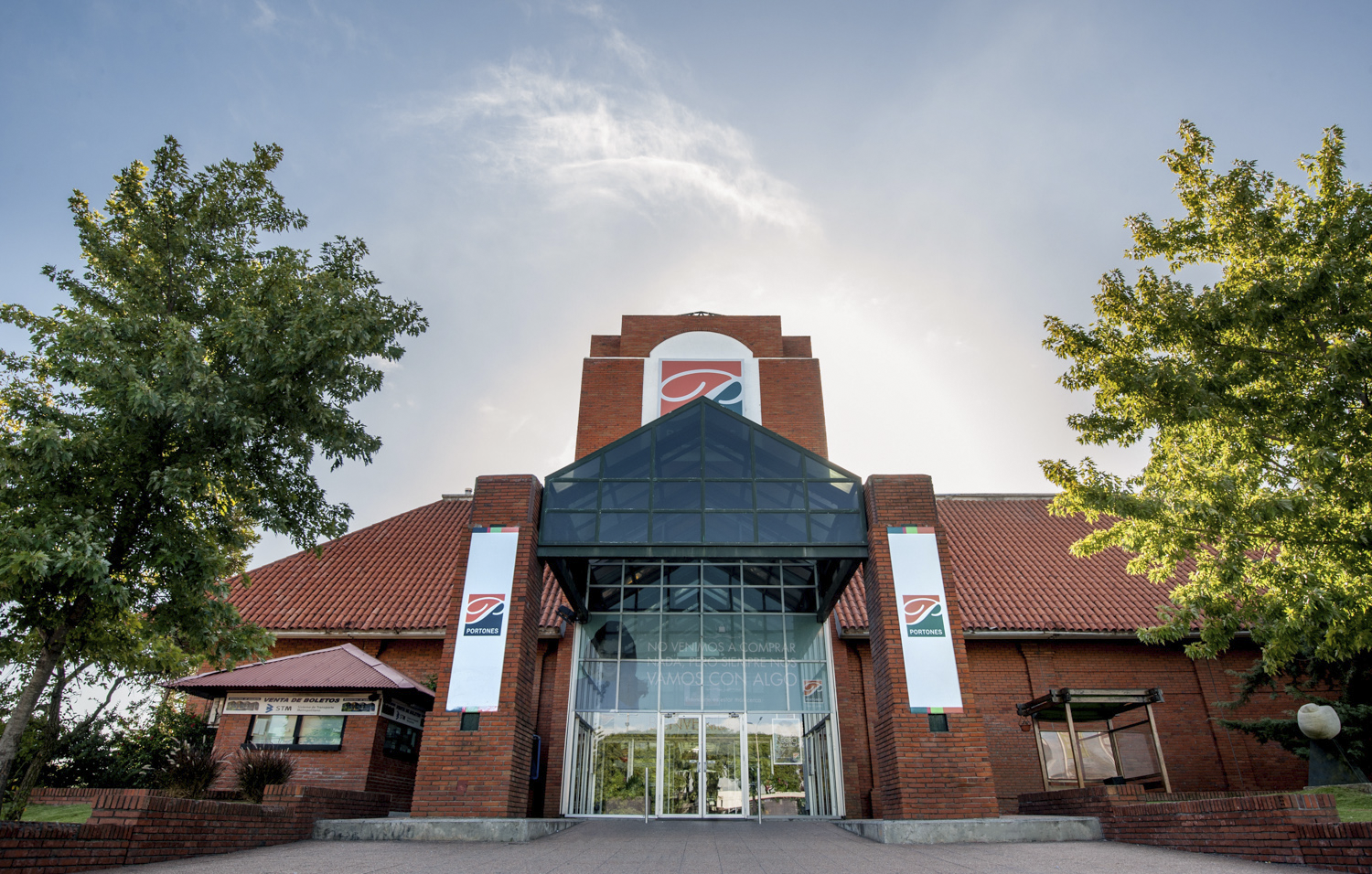
مرکز خرید Portones Shopping، در سال ۱۹۹۴ افتتاح شد.

کاراسکو (Carrasco) یک باریو (محله یا منطقه) در مونته ویدئوی اروگوئه است که در ساحل جنوب شرقی شهر واقع شده‌است. این باریو در ابتدا یک استراحتگاه زیبا در ساحل بود با این حال، سرانجام به منحصر به فردترین حومهٔ شهر تبدیل شد. کاراسکو به عنوان یکی از گرانترین باریوها در مونته ویدئو شناخته می‌شود و دارای طیف گسترده‌ای از سبک‌های معماری است.